# Espanya al Festival d'Eurovisió de Joves Músics
Espanya ha participat vuit vegades al Festival d'Eurovisió de Joves Músics des del seu debut el 1988, la darrera vegada el 2018, després d'una absència de 16 anys. El millor resultat del país és un segon lloc el 1992, l'única vegada en què es van classificar per a la final televisiva.

## Participacions
Llegenda
| Any                                   | Seu         | Artista                     | Instrument | Final                | Semifinal |
| ------------------------------------- | ----------- | --------------------------- | ---------- | -------------------- | --------- |
| 1988                                  | Amsterdam   | José Ramón Méndez           | Piano      | No es va classificar | -         |
| 1990                                  | Viena       | Fernando Alvarez Goicoechea | Acordió    | No es va classificar | -         |
| 1992                                  | Brussel·les | Antonio Serrano             | Harmònica  | 2                    | -         |
| 1094                                  | Varsòvia    | Dolores Rodríguez Paredes   | Guitarra   | No es va classificar | -         |
| 1996                                  | Lisboa      | Maia Turullols              | Piano      | No es va classificar | -         |
| 1998                                  | Viena       | Leticia Moreno              | Violí      | No es va classificar | -         |
| 2000                                  | Bergen      | Jelena Pogoszova            | Violí      | No es va classificar | -         |
| No hi va participar entre 2002 i 2016 |             |                             |            |                      |           |
| 2018                                  | Edimburg    | Sara València               | Violí      | No es va classificar | -         |
| No hi va participar entre 2020 i 2022 |             |                             |            |                      |           |